# Глас (телеканал)
Глас — закритий український супутниковий інформаційно-просвітницький телеканал. Позиціонував себе як «сучасне, динамічне, культурологічне телебачення для всієї родини».

## Історія каналу
Телеканал уперше з'явився в ефірі 26 березня 2005 року.
З 2008 року на базі телеканалу діяв відділ дубляжу й озвучування, який забезпечував поряд з українським російськомовний ефір. З 1 вересня 2008 року телеканал «Глас» транслює свої програми двома мовами: українською та російською.
1 червня 2022 року телеканал припинив своє мовлення.

## Досягнення та нагороди
- 2019 ― перше місце у номінації «Медіа про благодійність» національного конкурсу «Благодійна Україна – 2018»
- 2011 — грамота Національної ради з питань телебачення і радіомовлення
- Гран-прі міжнародного фестивалю православного кіно «Покров»
- Дипломи лавреатів фестивалю документальних фільмів «Кінолітопис», «Золотий Георгій», кінофоруму «Золотий Витязь», кінофестивалю «Радонеж», Стрітенський православний кінофестиваль «Зустріч», нагорода «Хрест святого Андрія»
- нагороди Української православної церкви (Московського патріархату)

Телеканал співпрацював разом з МЗС України у створенні презентаційних фільмів про Україну.

## Програми

### Пізнавально-розважальні
- Шишкин Ліс
- Добре слово
- Земля заповідна
- Дивосвіт
- Зодчество
- Як і чому
- Моє звірятко
- Моя професія
- Наш час
- Автограф
- Трапеза
- Твій компас. Паломницькі подорожі та дослідження
- ГрадЪ
- Джерело мистецтв
- Поводир
- Твори! Живи! Люби!
- 14+

### Документально-освітні
- Спадщина
- Портрет
- Людина праці
- Рідні люди
- Місце під сонцем
- Уроки богослов'я

### Інформаційні
- Літопис
- Літопис. Відлуння епох (аналітичне ток-шоу)
- Світ православ'я[3]
- Трудом і молитвою
- Громадянська позиція
- Будьте здорові!
- Територія добра

### Духовно-просвітні
- Житія святих
- Шлях до святині
- Скрижалі душі
- Сторінки Євангелія
- Образ доброчинності
- Церква і суспільство
- Лавра Небесна
- Євангеліє на кожен день та думки Святителя
- Камо грядеши?